# Ambrosianum Tübingen
Das Ambrosianum Tübingen ist das theologisch-propädeutische Seminar der Diözese Rottenburg-Stuttgart. Sein Name verweist auf den Kirchenlehrer Ambrosius von Mailand.
Das Ambrosianum ist neben dem Wilhelmsstift und dem theologischen Mentorat eine von drei Ausbildungseinrichtungen der Diözese Rottenburg-Stuttgart, die in Tübingen ihren Sitz haben.

## Geschichte und Entwicklung
Das Ambrosianum der Diözese Rottenburg-Stuttgart hat eine belebte Geschichte mit drei Standorten hinter sich. Als Collegium Ambrosianum in Stuttgart gegründet, in Ehingen als Theologisches Vorseminar fortgeführt und seit 2012 in Tübingen als theologisch-propädeutisches Seminar verortet, prägte es zahlreiche Theologen verschiedener Bistümer.

### Collegium Ambrosianum
Seit 1958 existiert das Collegium Ambrosianum und war bis 1983 das Spätberufenenseminar der Diözese Rottenburg-Stuttgart in Stuttgart-Sommerrain, ein staatlich anerkanntes privates Institut zur Erlangung der Hochschulreife.
1958 sah der Gründer des Ambrosianums Oberstudiendirektor, Alois Rölli, die Chancen des zweiten Bildungswegs für die Diözese Rottenburg. Er gründete das Ambrosianum als eine Bildungseinrichtung für katholische junge Männer, die nach einer abgeschlossenen Berufsausbildung das Abitur nachholen wollten, um Priester zu werden. Pfarrer Alois Rölli hatte nicht wenige Widerstände zu überwinden. Die ersten Unterrichtsstunden fanden im Studierzimmer des Gründers statt. Das Honorar für die Lehrer zahlte er zunächst aus eigener Tasche.
Schon bald etablierte sich das Ambrosianum. 1965 wurden in Stuttgart-Sommerrain ein zwölf Klassenzimmer umfassendes Schulgebäude und ein Internat mit 70 Zimmern fertiggestellt. Seit Frühjahr 1970 steht das Ambrosianum für alle Männer und Frauen offen, die einen kirchlichen Beruf anstreben. Gleichzeitig wurde zusätzlich der einjährige sprachliche Zug eingerichtet, der bis heute existiert und Abiturienten die Möglichkeit bietet, die für das Theologiestudium notwendigen Sprachen zu erlernen.
In den späten 1970er Jahren nahmen die Schülerzahlen stark zu, insbesondere im Bereich des ersten Bildungsweges. Um weiterhin die drei Bildungswege, nämlich die allgemeine Hochschulreife, das Sprachenjahr unmittelbar nach dem Abitur und den zweiten Bildungsweg zu gewährleisten, wurden diese drei Bildungseinrichtungen im Jahre 1983 auf das Albertus-Magnus-Gymnasium in Stuttgart und das Theologische Vorseminar Ambrosianum in Ehingen (Donau) aufgeteilt. Das Spätberufenenseminar ging in das bereits seit 1959 bestehende Kolleg St. Pirmin in Sasbach über.

### Theologisches Vorseminar Ambrosianum

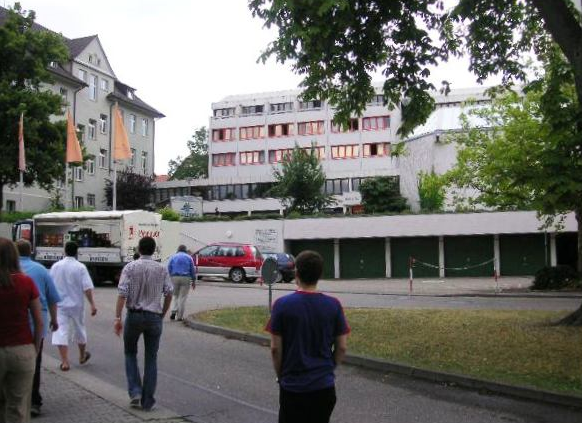
Bischöfliches Kolleg St. Josef in Ehingen

1983 wurde das Collegium Ambrosianum von Stuttgart-Sommerrain nach Ehingen (Donau) in das bischöfliche Kolleg St. Josef verlegt und das ehemalige Ambrosianum in das Albertus-Magnus-Gymnasium umgewandelt. In Ehingen gab es bereits seit dem Jahr 1706 ein Konvikt. Hier wurde das Collegium Ambrosianum in Theologisches Vorseminar Ambrosianum umbenannt. Die Studenten wurden auf das Hebraicum, Graecum und große Latinum in einem separaten Gebäude von privaten Lehrkräften vorbereitet. Das Hebraicum und die universitäre Prüfung in Bibelgriechisch wurden in Zusammenarbeit mit der Universität Tübingen durchgeführt, die staatlichen Prüfungen für das Graecum und das große Latinum wurden, ähnlich einer Abiturprüfung, durch das Regierungspräsidium Tübingen durchgeführt.

### Theologisch-propädeutisches Seminar Ambrosianum

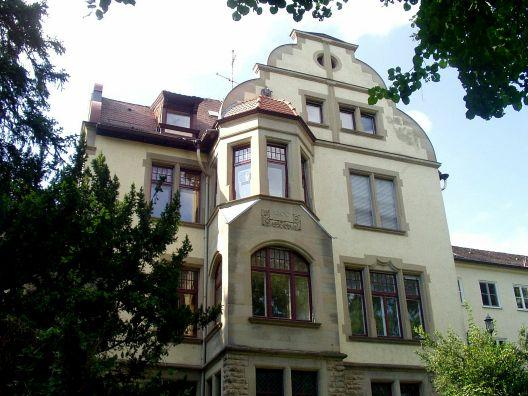
Bischöfliches Theologenkonvikt Johanneum in Tübingen vor dem Umbau

Schon 1983 gab es Pläne, den einjährigen sprachlichen Aufbauzug nach Tübingen zu verlegen, was aus Mangel an geeigneten Räumlichkeiten damals noch nicht möglich war. Da im Laufe der 1990er Jahre die Zahl der Diözesantheologen in Tübingen gesunken war, wurden im Theologenkonvikt Johanneum Räumlichkeiten frei. Nachdem 1998 das Theologische Mentorat in das Johanneum gezogen war, beschloss die Diözese im Jahr 2008, das Ambrosianum nach Tübingen zu verlegen. Im September 2009 startete das Ambrosianum in Tübingen provisorisch in den Räumen des Wilhelmsstifts. Im September 2012 zog es in die renovierten und erweiterten Gebäude des Johanneums.

## Derzeitiges Studienangebot
Seit 2017 gibt es zwei unterschiedliche Kurse: Das Sprachenjahr und das „Ambrosianum College“, ein Studium generale.

### Sprachenjahr
Das Ambrosianum Sprachenjahr dient dem Erwerb der Sprachkenntnisse in Latein, Griechisch und Hebräisch, die für das Studium der Theologie benötigt werden. Darüber hinaus werden weitere theologische Fächer wie Philosophie oder Bibelkunde unterrichtet, die einen Einstieg ins Theologiestudium erleichtern. Der Kontakt zu den Ausbildungseinrichtungen der Universität und der Diözese soll schließlich die Berufsorientierung und -wahl (Priester, Pastoralreferent, Religionslehrer) erleichtern. Teilnehmen können alle, die volljährig sind, ein Theologiestudium beginnen möchten, die dafür notwendigen Schulabschlüsse erworben haben und ausreichende Deutschkenntnisse besitzen.
Mit dem Umzug nach Tübingen waren einige Modifikationen des Ausbildungsprogramms verbunden:
- Von September bis März stehen die alten Sprachen im Mittelpunkt: Im März finden die Prüfungen in Bibelgriechisch und zum Hebraicum statt.
- Im zweiten Halbjahr von März bis Juli wird weiterhin Latein und Griechisch unterrichtet. Die Prüfungen zum Latinum und zum Graecum werden im Juli abgelegt. Das Graecum ist nicht Voraussetzung für das Theologiestudium (an der Katholisch-Theologischen Fakultät Tübingen reicht der Abschluss in Bibelgriechisch), bietet aber eine umfassende Vertiefung der Griechischkenntnisse.
- Ein wichtiger Bestandteil dieses zweiten Abschnitts sind theologische Basiskurse, die Einführung ins Geistliche Leben und verschiedene andere Elemente wie ein Kurs zur Diözesangeschichte oder eine Romfahrt. An diesen Veranstaltungen nehmen auch die Studenten teil, die sich auf den Priesterberuf in der Diözese Rottenburg-Stuttgart vorbereiten. Sofern diese die sprachlichen Qualifikationen bereits erworben haben, im Theologiestudium bereits fortgeschritten sind oder aus anderen Gründen nicht am Sprachunterricht teilnehmen, absolvieren sie stattdessen Praktika in Gemeinden oder verschiedenen anderen Bereichen.

### Ambrosianum College
Durch die Verkürzung der gymnasialen Schulzeit in Baden-Württemberg und die Veränderung in den Entscheidungsprozessen junger Erwachsener (kurzfristig, ergebnisoffen) wurde der Bedarf an einem offenen Orientierungsjahr deutlich. Aus diesem Grund wurde im September 2017 das „Ambrosianum College“ eingerichtet, ein einjähriges Studium generale in einem kirchlichen Wohn- und Lebensumfeld. Die Teilnehmer erhalten einen Einblick in verschiedene Studienfächer der Universität Tübingen. Einige Kurse werden mit einer Prüfung abgeschlossen, so dass sie für ein späteres Studium an der Universität angerechnet werden können. Außerdem besteht die Möglichkeit, an einzelnen Kursteilen des Ambrosianum Sprachenjahres teilzunehmen.

## Abschlüsse
Im Ambrosianum Sprachenjahr werden Prüfungen für das Hebraicum, Graecum, Bibelgriechisch und Latinum abgelegt. Teilnehmer, die bereits über ein Latinum verfügen, können eine Italienischprüfung (GER A2) ablegen.
Das Hebraicum sowie die Bibelgriechisch-Prüfung werden als universitäre Prüfungen in Kooperation mit der Katholisch-Theologischen Fakultät an der Eberhard-Karls-Universität Tübingen durchgeführt. Die Prüfungen zum Latinum und zum Graecum werden zentral vom Regierungspräsidium Tübingen durchgeführt. Beide Abschlüsse sind staatliche Prüfungen, die von auswärtigen Prüfern abgenommen werden.
Die weiteren Pflichtfächer dienen in erster Linie der Vorbereitung auf das Studium in Tübingen, sie sind daher vom Stoff her den Anforderungen am Katholisch-Theologischen Seminar Tübingen angepasst. Prüfungen werden in diesen Fächern nicht abgelegt.

## Förderverein (Alumnenverein)
Zum sechzigjährigen Jubiläum des Ambrosianums wurde am 14. November 2019 von Alumnen, Dozenten und aktiven Ambrosianern der Verein „Amici Ambrosiani e. V. – Förderverein des Ambrosianums Tübingen“ gegründet. Zielsetzungen des Vereins sind u. a. der Aufbau eines Netzwerks Ehemaliger (Austausch von Kompetenzen und persönliche Begegnung) sowie die finanzielle und ideelle Individualförderung von Ambrosianern, um diesen die Teilnahme daran zu ermöglichen.

## Berühmte Alumni
- Wilfried Eisele (Professor für Neues Testament, Tübingen[6])
- Gebhard Fürst (Bischof der Diözese Rottenburg-Stuttgart)
- Oliver Lahl (Geistlicher, Diplomat und geistlicher Botschaftsrat an der Deutschen Botschaft beim Heiligen Stuhl)
- Thomas Maria Renz (Weihbischof der Diözese Rottenburg-Stuttgart)